# كلاسيك سود أرديتشي 2016
كلاسيك سود أرديتشي 2016 (بالفرنسية: Classic Sud Ardèche 2016 )‏ هو سباق دراجات هوائية، وهو الموسم رقم 16 من نفس السباق، وأقيم في 27 فبراير 2016، وامتدّ لمسافة 182.6 كيلومتر، وهو أحد سباقات طواف أوروبا للدراجات 2016، وهو من نوع سباق يوم واحد، وقد شارك في السباق 149 متسابقاً ووصل إلى نهايته 71 متسابقاً.
فاز فيه بالمركز الأول Petr Vakoč ‏، وبالمركز الثاني جوليان سيمون، وبالمركز الثالث أوليفير بارديني.

## الفرق
| فرق عالمية (8)- AG2R La Mondiale - بي إم سي راسينغ - Etixx-Quick Step - FDJ - Giant-Alpecin - IAM Cycling - Orica-GreenEDGE - Trek-Segafredo فرق قارية محترفة (8)- كاجا رورال-سيغوروس 2016 ‏ - Cofidis, Solutions Crédits - ديلكو ‏ - Direct Énergie - Fortuneo-Vital Concept - رومبوت تشارلز ‏ - سبورت فلاندرين بالويس 2016 ‏ - Wanty-Groupe Gobert فرق قارية (3)- أرمي دي تير 2016 ‏ - إتش بي بي تي بي – أوبير 93 ‏ - بنجوال باوليز ساوكس دبليو بي ‏ |  |
| |  |

## الفائزون
| الترتيب | الفائز          |
| ------- | --------------- |
| الفائز  | Petr Vakoč ‏     |
| الثاني  | جوليان سيمون    |
| الثالث  | أوليفير بارديني |

## وصلات خارجية
- الموقع الرسمي
- كلاسيك سود أرديتشي 2016 على موقع إحصائيات الدراجات الإحترافية (الإنجليزية)